# Bedřich Feuerstein
Pour les articles homonymes, voir Feuerstein.
Bedřich Feuerstein, né le 15 janvier 1892 à Dobrovice et mort le 10 mai 1936 à Prague, est un architecte, peintre et essayiste tchécoslovaque.

## Biographie
Bedřich Feuerstein fait ses études à l'université technique de Prague, ayant comme professeur Jože Plečnik. Entre 1924 et 1926, il travaille avec Auguste Perret à Paris, puis entre 1929 et 1931 à Tokyo avec Antonín Reimann. Son œuvre est grandement influencée par le purisme ainsi que par Frank Lloyd Wright.
À son retour du Japon, Feuerstein souffre de dépression nerveuse. Son état se détériorant, grevé par des problèmes financiers, il se suicide en 1936 en se jetant d'un pont à Troja (Prague). Il est enterré à Loučeň.

## Œuvre
Quelques éléments de son œuvre :
- Institut géographique de l'Armée (Vojenský zeměpisný ústav) à Prague
- Crématorium de Nymburk
- Un hôpital à Tokyo
- Un centre commercial à Yokohama